# Thaumastodermatidae
Famille
Les Thaumastodermatidae sont une famille de gastrotriches.
C'est la famille de Macrodasyida la plus riche en espèces avec environ 130 espèces décrites.

## Description
La cuticule est souvent ornementée d'écailles et/ou d'épines.
Les Thaumastodermatidae possèdent les caractères suivants :
- un cuticule complexe ;
- un pharynx avec musculature radiaire réduite, et pores pharyngaux petits ;
- une absence de musculature circulaire dans les régions latérales du corps ;
- une connexion interne de la vas deferentia, ou vas deferentia dans l'organe caudal ;
- une cellule de l'épiderme multiciliées.

## Écologie
Les Thaumastodermatidae sont cosmopolites et se retrouvent dans le sable à coquilles grossier, ou le sable fin ou moyen. On les retrouve dans la zone intertidale et subtidale.

## Liste des genres
Selon World Register of Marine Species (21 juin 2025) :
- Diplodasyinae Ruppert, 1978
  - Acanthodasys Remane, 1927
  - Diplodasys Remane, 1927
- Thaumastodermatinae Remane, 1927
  - Chimaeradasys Kieneke & Todaro, 2020
  - Hemidasys Claparède, 1867
  - Oregodasys Hummon, 2008
  - Pseudostomella Swedmark, 1956
  - Ptychostomella Remane, 1926
  - Tetranchyroderma Remane, 1926
  - Thaumastoderma Remane, 1926

## Systématique
Cette famille a été décrite par Remane en 1927.

## Phylogénie
Le genre Lepidodasys pourrait être groupe frère des Thaumastodermatidae.
|  | Acanthodasys |
|  |              |
|  | Diplodasys   |
|  |              |

|  | Hemidasys        |
|  |                  |
|  | Platydasys       |
|  |                  |
|  | Pseudostomella   |
|  |                  |
|  | Ptychostomella   |
|  |                  |
|  | Tetranchyroderma |
|  |                  |
|  | Thaumastoderma   |
|  |                  |

|  | Acanthodasys |
|  |              |
|  | Diplodasys   |
|  |              |

|  | Hemidasys        |
|  |                  |
|  | Platydasys       |
|  |                  |
|  | Pseudostomella   |
|  |                  |
|  | Ptychostomella   |
|  |                  |
|  | Tetranchyroderma |
|  |                  |
|  | Thaumastoderma   |
|  |                  |

|  | Acanthodasys |
|  |              |
|  | Diplodasys   |
|  |              |

|  | Hemidasys        |
|  |                  |
|  | Platydasys       |
|  |                  |
|  | Pseudostomella   |
|  |                  |
|  | Ptychostomella   |
|  |                  |
|  | Tetranchyroderma |
|  |                  |
|  | Thaumastoderma   |
|  |                  |

|  | Acanthodasys |
|  |              |
|  | Diplodasys   |
|  |              |

|  | Hemidasys        |
|  |                  |
|  | Platydasys       |
|  |                  |
|  | Pseudostomella   |
|  |                  |
|  | Ptychostomella   |
|  |                  |
|  | Tetranchyroderma |
|  |                  |
|  | Thaumastoderma   |
|  |                  |

|  | Acanthodasys |
|  |              |
|  | Diplodasys   |
|  |              |

|  | Hemidasys        |
|  |                  |
|  | Platydasys       |
|  |                  |
|  | Pseudostomella   |
|  |                  |
|  | Ptychostomella   |
|  |                  |
|  | Tetranchyroderma |
|  |                  |
|  | Thaumastoderma   |
|  |                  |

|  | Acanthodasys |
|  |              |
|  | Diplodasys   |
|  |              |

|  | Hemidasys        |
|  |                  |
|  | Platydasys       |
|  |                  |
|  | Pseudostomella   |
|  |                  |
|  | Ptychostomella   |
|  |                  |
|  | Tetranchyroderma |
|  |                  |
|  | Thaumastoderma   |
|  |                  |

|  | Acanthodasys |
|  |              |
|  | Diplodasys   |
|  |              |

|  | Hemidasys        |
|  |                  |
|  | Platydasys       |
|  |                  |
|  | Pseudostomella   |
|  |                  |
|  | Ptychostomella   |
|  |                  |
|  | Tetranchyroderma |
|  |                  |
|  | Thaumastoderma   |
|  |                  |

|  | Acanthodasys |
|  |              |
|  | Diplodasys   |
|  |              |

|  | Hemidasys        |
|  |                  |
|  | Platydasys       |
|  |                  |
|  | Pseudostomella   |
|  |                  |
|  | Ptychostomella   |
|  |                  |
|  | Tetranchyroderma |
|  |                  |
|  | Thaumastoderma   |
|  |                  |

## Publication originale
- Remane, 1927 : « Neue Gastrotricha Macrodasyoidea. » Zoologische Jahrbücher Abteilung für Systematik, Ökologie, und Geographie der Tiere, vol. 54, p. 203-242.